# ACF Fiorentina Femminile
Maillots
Dernière mise à jour : 30 juillet 2025.
L'ACF Fiorentina Femminile, anciennement Fiorentina Women's Football Club est un club italien de football féminin basé à Florence, qui est la section féminine du club de football de l'ACF Fiorentina.

## Histoire
Le club est fondé en 2015 quand le club de la Fiorentina acquiert la licence de Serie A de l'ACF Firenze fondé en 1979 sous le nom Polisportiva Firenze Oltrano. Celui ci change de nom en 1983 et devient Associazione Calcio Femminile Firenze A.S.D., l'année suivante il accède à la Serie A. Déclassé en troisième division pour raison financière, l'ACF Firenze retrouve le premier niveau en 2006, est relégué en 2008 et de nouveau promu en 2010.
En 2015, l'ACF Firenze donne sa place en première division à la section féminine de la Fiorentina, sous le nom Fiorentina Women's FC.
Le club remporte le Championnat d'Italie  et la Coupe d'Italie en 2017 et connaît sa première participation en Coupe d'Europe lors de la Ligue des champions 2017-2018.
Le 13 juillet 2020, le club se renomme ACF Fiorentina Femminile.

## Palmarès
- Championnat d'Italie de football féminin
  - Champion (1) : 2017

- Coupe d'Italie féminine de football
  - Vainqueur (2) : 2017, 2018
  - Finaliste (1) : 2019

- Supercoupe d'Italie
  - Vainqueur (1) : 2018
  - Finaliste (1) : 2019